# 魯伊納
36°15′N 1°49′E / 36.250°N 1.817°E

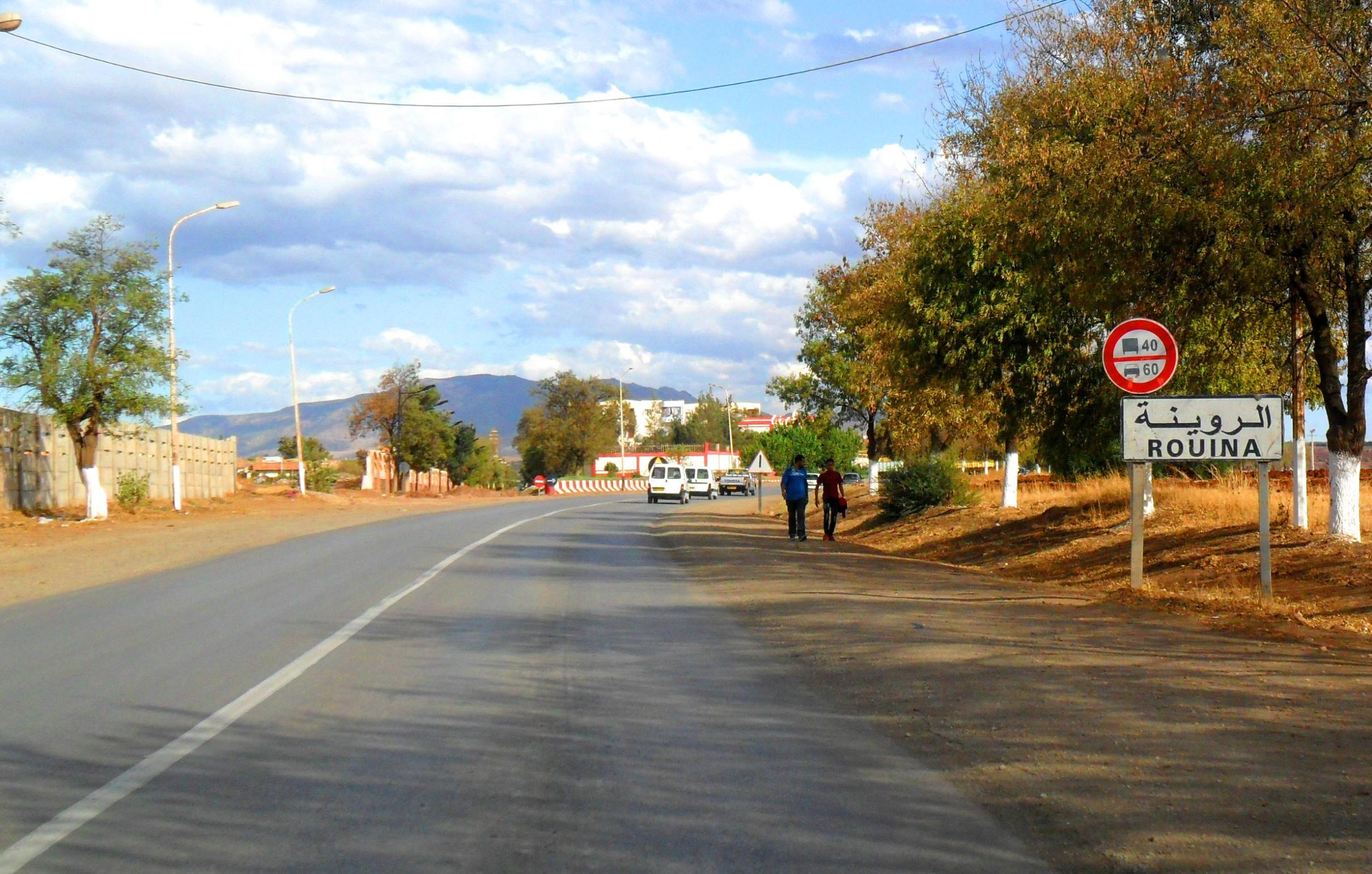
魯伊納

魯伊納（阿拉伯语：‎），是阿爾及利亞的城鎮，位於該國北部艾因迪夫拉省，是魯伊納區的首府，面積65平方公里，2008年人口21,572，人口密度每平方公里332人。